# Шуштар
Шуштар - місто на Південному Заході Ірану. Провінція Хузестан. Кількість міського населення складає 73354 чоловіка (на 2006 рік). Координати: 32°02′37″ с. ш. 48°51′25″ в. д.32.043611° с. ш.

## Історія
Точну дату заснування поселення в даній місцевості встановити не вдалося. Вперше назва міста (в письмі Šurkutir) зустрічається на табличках на еламській мові, знайдених в Персеполі  Сьогоднішню назву міста Шуштар вчені пов'язують з назвою міста Сузи (перською Schusch).
Місто було фортецею на Царська дорога   в давній Персії, що з'єднувала столицю Елам Сузи зі столицею імперії  Ахеменіди Персеполь.
331 р. до н. е. біля міста армія Олександр Македонський переправилась через річку Харун.
На початку нашої ери там знаходився один з центрів поширення християнства в передній Азії.Ще в часи Ахемендів навколо міста почали створювати штучну систему зрошення для постачання водою плантацій цукрової тростини. Цукрові плантації існували ще у 226 р. н.е.  В роки правління Сасаніди місто перетворилося в місто-острів посеред річки Карун, в оточенні великої кількості штучних каналів.
Після поразки римської армії імператора Валеріан, велика кількість військовополонених були направлені на будівництво іригаційних споруд під Шуштар. Ними побудований Банд е Кайсар (Дамба цезаря), що є з'єднанням арочного мосту і дамби, має довжину в 500 м. Нові іригаційні споруди створювалися навколо Шуштера декілька століть пізніше, в часи Сефевіди і, частково, збереглися до наших днів.
У XIX столітті починається поступовий занепад міста, втрачається значення його як крупного сільськогосподарського центру. При шахов Мохаммед Реза Пахлаві. намагалися відродити господарську активність (створенняя фабрики по переробці цукрової тростини,  агропромислова корпорація Karun Agro-Industries Corporation, будівництво міста-сателіта Shustar New Town і т. інш.).
Мешканці Шуштара розмовляють на особливому діалекті "шуштари".

## Історичні пам'ятки
Зрошувальний комплекс, що знаходиться в іранській провінції Хузестан, в 2009 році був включений в список всесвітньої спадщини ЮНЕСКО.
Описана ЮНЕСКО, як "шедевр творчого генія", гідравлічна система Шуштарі передбачала створення дериваційного каналу на річці Карун у вигляді рову навколо міста, над якою були побудовані мости і ворота, щоб одночасно служити захисним бар'єром від ворогів. Система підземних каналів, які називаються «канат», підводила воду в приватні водойми і колодязі будинків, будівель і млинів. Ці тунелі подавали воду для побутових потреб та поливу, а також служили для зберігання і подачі води під час війни, коли головні ворота були закриті. Хоча ці складні системи поливу прийшли в непридатність в 19 столітті, коли місто втратило значення великого сільськогосподарського центру, сліди «канатів» можна все ще знайти в підвалах старих будинків.
При Сефевідах в Шуштері будуються так звані Царські млини, ще один компонент іригаційної системи міста. Від цього періоду збереглося кілька палаців і мечетей, а також безліч вузеньких вуличок з арковими проходами, розташованих в центрі міста.